# Lorenzo Prospero Bottini
Lorenzo Prospero Bottini (Lucca, 2 marzo 1737 – Roma, 11 agosto 1818) è stato un cardinale italiano.

## Biografia
Nacque a Lucca il 2 Marzo 1737.
Papa Pio VII lo elevò al rango di cardinale nel concistoro del 1º ottobre 1817.
Morì l'11 agosto 1818 all'età di 81 anni.